# Karol Baraniecki
Karol Baraniecki (ur. 4 kwietnia 1911 we Lwowie, zm. 6 grudnia 1986 w Łodzi) – rysownik, satyryk i realizator filmów animowanych.

## Życiorys
W 1929 ukończył VII gimnazjum im. Tadeusza Kościuszki we Lwowie, następnie studia filozoficzne na Uniwersytecie Jana Kazimierza we Lwowie, oraz plastyczne u prof. Matzke i Kleinmana. Uprawiał karykaturę i plakat satyryczny oraz ekslibris. Jako rysownik-karykaturzysta debiutował w 1928 w lwowskim czasopiśmie Pocięgiel. Rysował w pismach: Wróble na dachu, Szczutek, Szpilki, Sygnały, Chochoł, Omnibus.
W czasie wojny, powołany do polskiego wojska w ZSRR, rysował dla Głosu Żołnierza. Po wojnie zamieszkał w Łodzi.
Rysował dla wielu periodyków i pism codziennych, m.in.: Stańczyk, Szpilki, Rózgi, Mucha, Odrodzenie, Świat. Kierował działem graficznym dwutygodnika satyrycznego Karuzela.
Publikował swoje prace w kraju i za granicą. Brał udział w wielu wystawach redakcji  Szpilek i Karuzeli, a także Międzynarodowych Festiwalach Humoru – Bordighera, Montrealu, Paryżu, Sofii i Moskwie.
Był wielokrotnie nagradzany na wielu wystawach karykatury, satyry i humoru, m.in. Wystawie Karykatury Polskiej  Warszawa 1953 (III nagroda), Wystawie Satyry – Polskie Dzieło Plastyczne w XV-lecie PRL, Warszawa, 1961 (wyróżnienie), Międzynarodowej Wystawie Karykatury – Moskwa 1966 i 1973.
Tworzył oprawę plastyczną filmów dla dzieci m.in. serię Zaczarowany ołówek, a na podstawie odcinków 27 – 39 i z wykorzystaniem wcześniejszych oryginalnych projektów, w łódzkim Studio Małych Form Filmowych Se–ma–for, w 1991 r., zrealizowany został pełnometrażowy film pt. Podróż z zaczarowanym ołówkiem.
Należał do Związku Polskich Artystów Plastyków i Stowarzyszenia Dziennikarzy Polskich.

## Filmografia
- 1991 - Podróż z zaczarowanym ołówkiem - opracowanie plastyczne
- 1977 - W okowach lodu w Zaczarowany ołówek - scenografia
- 1976 - Marynarski chrzest w Zaczarowany ołówek - scenografia
- 1974 - Tajemnicza butelka w Zaczarowany ołówek - scenografia
- 1967 - Awantura w sadzie - scenariusz, opracowanie plastyczne
- 1964–1977 - Zaczarowany ołówek - opracowanie plastyczne
- 1964–1977 - Na podwórzu w Zaczarowany ołówek - reżyseria, scenariusz
- 1964–1977 - Pogoń, Alarm w zoo, Opiekun ptaków w Zaczarowany ołówek - scenariusz
- 1963 - Czapki na sprzedaż - scenariusz
- 1962 - Pali się! - scenografia
- 1962 - Ballada o królewnie Lilianie

## Nagrody
- 1953: Warszawa - III nagroda - Wystawa Karykatury Polskiej
- 1961: Warszawa - Wyróżnienie - wystawa Satyry – Polskie Dzieło Plastyczne w XV-lecie PRL
- 1966: Moskwa - I nagroda redakcji czasopisma „Krokodyl”
- 1973: Moskwa - II nagroda w konkursie Satyra w walce o pokój
- 1977: Nagroda prezesa rady ministrów za osiągnięcia twórcze w dziedzinie grafiki oraz oprawy plastycznej w animowanych filmach dla dzieci

## Wystawy
- 1956, 1960, 1967: Warszawa - wystawy redakcji „Szpilki”
- 1962, 1967, 1972: Łódź - wystawy redakcji „Karuzela”
- 1976: Łódź - I Ogólnopolskie Triennale Satyry, Łódź, 1976
- 1977: Warszawa - II Ogólnopolska Wystawa Satyry

## Udział w międzynarodowych festiwalach satyry i humoru
- 1955 - Wiedeń
- 1957, 1960 - Bordighera
- 1965, 1967, 1969, 1971 - Montreal
- 1966 - Paryż
- 1975 - Sofia